# Cunter
Cunter (tot 1943 in het Duits Conters im Oberhalbstein; Italiaans (verouderd): Contra) is een voormalige gemeente en plaats in het Zwitserse kanton Graubünden, en maakt deel uit van het district Albula.
Cunter telt 215 inwoners. In 2016 is de gemeente gefuseerd samen in de andere gemeenten Bivio, Marmorera, Mulegns, Salouf, Tinizong-Rona, Riom-Parsonz en Sur tot de nieuwe gemeente Surses.